# Anolis clivicola
Anolis clivicola (гірський аноліс) — вид ігуаноподібних ящірок родини анолісових (Dactyloidae). Ендемік Куби.

## Поширення і екологія
Гірські аноліси мешкають в горах Сьєрра-Маестра на південному сході Куби. Вони живуть у вологих гірських тропічних лісах, серед папоротей і трав. Зустрічаються на висоті від 500 до 2000 м над рівнем моря.

## Збереження
МСОП класифікує стан збереження цього виду як близький до загрозливого. Anolis clivicola загрожує знищення природного середовища.